# گاه‌شمار توبروز اسکلروزیس

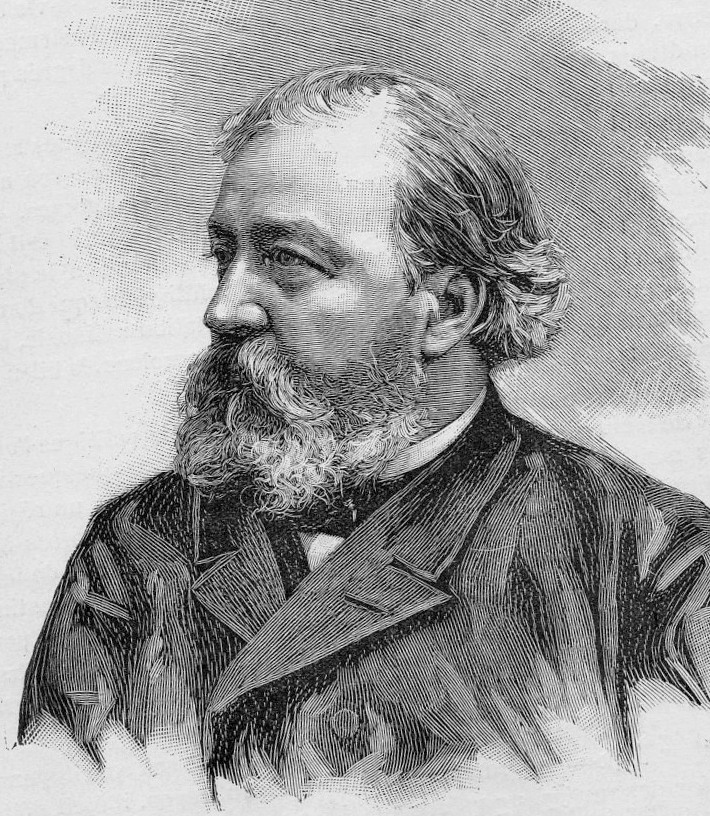
دزیره مگلوآر بورنِـویل برای نخستین بار در سال ۱۸۸۰ این بیماری را شرح داد و آن را «تصلب‌های تکمه‌ای چین‌های مغز» نامید.

گاه‌شمار توبروز اسکلروزیس (انگلیسی: Timeline of tuberous sclerosis) گاه‌شمار وقایع مرتبط با بیماری توبروز اسکلروزیس (TSC) است که تاریخچهٔ پژوهش‌های مرتبط به آن کمتر از ۲۰۰ سال عمر دارد. این بیماری، یک اختلال ژنتیکی نادر و چند سیستمی است که می‌تواند سبب ایجاد تومورهای خوش‌خیم در مغز و سایر اعضای حیاتی بدن همچون کلیه، قلب، چشم، ریه‌ها و پوست شود. مجموعه‌ای از علائم، از جمله حمله صرع، کم‌توانی ذهنی، مشکلات رفتاری، ناهنجاری‌های پوستی و بیماری‌های کلیه و ریه در این بیماری دیده می‌شوند. توبروز اسکلروزیس در اثر جهش در یکی از دو ژن TSC1 یا TSC2 ایجاد می‌شود که به‌ترتیب پروتئین‌های هامارتین و توبرین را کدگذاری می‌کنند. این پروتئین‌ها سرکوب‌گر تومور هستند و تکثیر و تمایز سلولی را تنظیم و کنترل می‌کنند. این ژن‌ها و پروتئین‌ها در آغاز، شگرفه‌های نادر آسیب‌شناسی بودند، اما امروزه کانون تمرکز پژوهشی در زمینه چگونگی تشکیل و سرکوب تومور هستند.
تاریخچه پژوهش در زمینه توبروز اسکلروزیس به چهار دوره تقسیم می‌شود. در اواخر سده نوزدهم میلادی، پزشکان برجستهٔ شاغل در بیمارستان‌های آموزشی اروپا، ابتدا علامات و نشانه‌های مغزی و پوستی جداگانه‌ای را شرح دادند. برخی از نشانه‌های بیماری به افتخار این پزشکان نام‌گذاری شده‌اند، مثل «بیماری بورنویل» و «آدنوم پرینگل». در آغاز سده بیستم میلادی، پژوهش‌گران دریافتند که این علائم و نشانه‌ها، همگی مربوط به یک بیماری واحد هستند. همچنین درگیری اعضا و احشای دیگر نیز مشخص شد و پزشکان فهمیدند که شدت و حدت بیماری و علائمش بسیار متفاوت است. در اواخر سده بیستم میلادی، پیشرفت‌های شگرفی در روش‌های تصویربرداری عصبی حاصل شد و دو ژن ایجادکنندهٔ بیماری نیز کشف شدند. سرانجام با آغاز سده بیست و یکم میلادی، پژوهشگران درک بهتری از بیماری در سطح مولکولی یافتند و درمان‌های غیرجراحی بالقوه‌ای برای این بیماری مطرح شد.

## سده نوزدهم

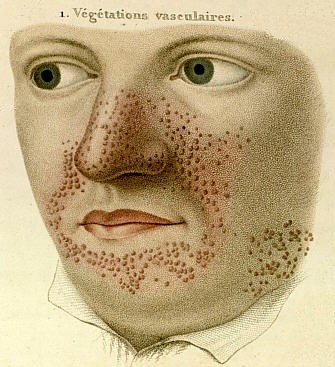
«رویش‌های عروقی» پی‌یر فرانسوا اولیو رِیه.

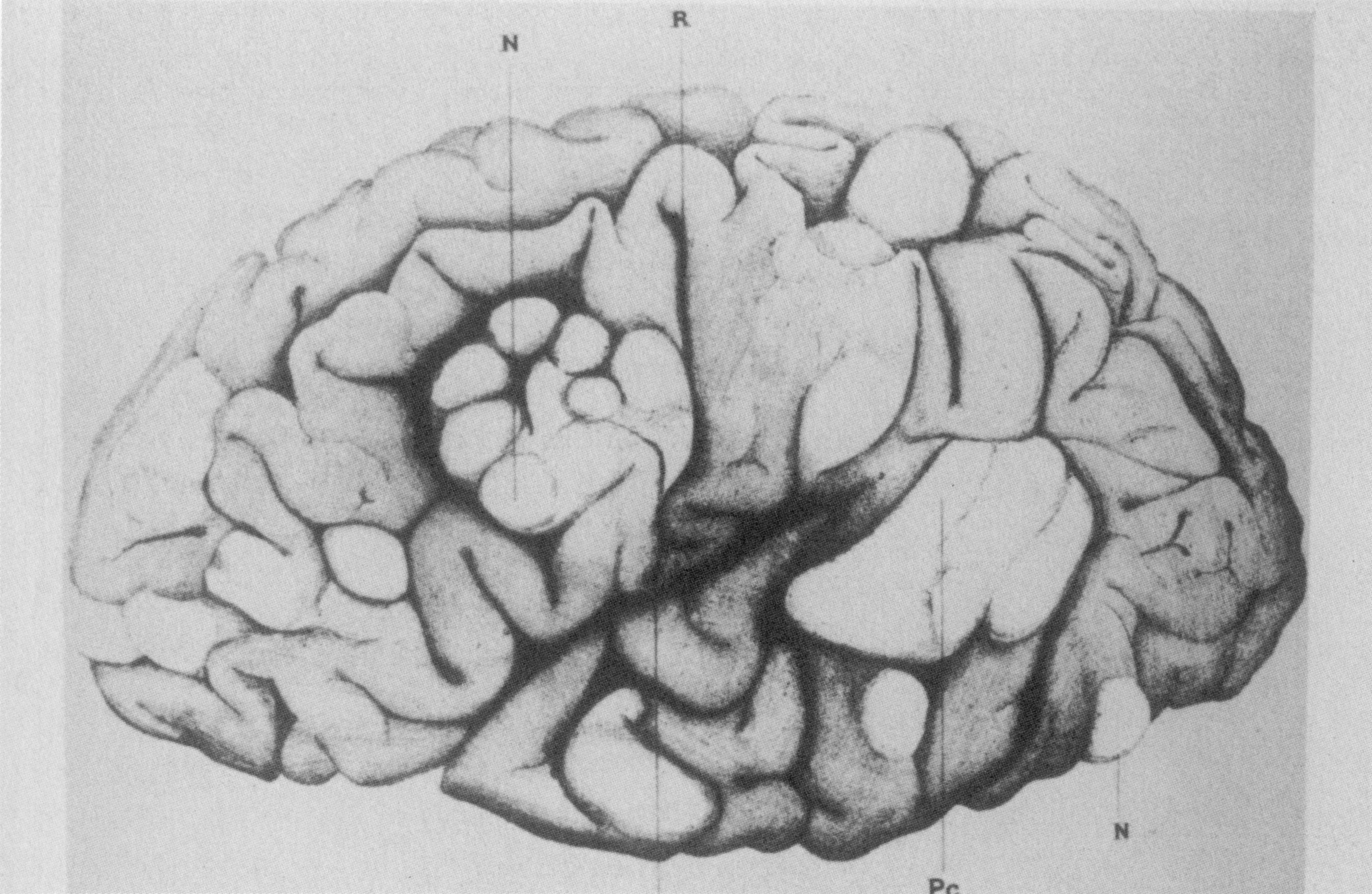
تصلب تکمه‌ای مغز که چین‌های اسکلروزی و هیپرتروفیک را نشان می‌دهد.

۱۸۳۵متخصص پوست فرانسوی پی‌یر فرانسوا اولیو رِیه کتاب مصوری از بیماری‌های پوستی منتشر کرد. این کتاب دارای ۲۲ لوح گراور و ۵۰۰ عکس از اختلالات فراگیر پوستی بود. عکس اول در صفحهٔ ۲۰ کتاب، تصویری بود که نخستین توصیف از توبروز اسکلروزیس محسوب می‌شود. عنوان این عکس «رویش‌های عروقی» بود و مؤلف کتاب دربارهٔ آنها نوشته بود «عروق کوچک به شکل سفت‌دانه، با رشد گسترده بر روی بینی و اطراف دهان». هیچ اشاره‌ای به بیماری ایجادکننده این ضایعات پوستی نشده بود.
۱۸۵۰دو متخصص پوست انگلیسی با نام‌های توماس آدیسون و ویلیام گال در بیمارستان گایز بیماری یک دختر ۴ ساله را که دارای «جوش‌های پوستی عجیب بر روی بینی و تا حدی گونه‌ها» بود شرح دادند و نامش را «ویتیلیگویدا توبروزا» نهادند.
۱۸۶۲فیزیولوژیست آلمانی فریدریش دانیل فون رکلینگ‌هاوزن که دستیار رودلف ویرشو در «مؤسسهٔ آسیب‌شناسی تشریحی برلین» بود، به معرفی یک نمونه بیماری در «انجمن زنان و زایمان» شهر پرداخت. قلب نوزادی که بلافاصله پس از چندین نفس اولِ زندگی، فوت نمود، دارای چندین تومور بود. او این تومورها را «میوماتا» نام نهاد که یکی از آنها به اندازهٔ تخم کبوتر بود. وی همچنین متوجه شد که مغز نوزاد، «تعداد فراوانی اسکلروز (تصلب) دارد». این یافته به احتمال قریب به یقین رابدومیوم قلبی و تصلب‌های تکمه‌ای قشر مغز بودند که در توبروز اسکلروزیس دیده می‌شود. البته او نفهمید که این یافته‌ها مربوط به یک بیماری خاص است و آن را یک یافتهٔ عجیب تشریحی-آسیب‌شناسی دانست. در عوض، بعدها نام فون رکلینگ‌هاوزن به دنبال نگارش مقاله‌ای در سال ۱۸۸۱ میلادی با بیماری نوروفیبروماتوز گره خورد.
۱۸۶۴آسیب‌شناس آلمانی رودلف ویرشو یک اثر سه جلدی دربارهٔ تومورها منتشر کرد که در آن کودکی را شرح داد که دچار تصلب‌های تکمه‌ای مغز و رابدومیوم قلب بود. این توصیف، در برگیرندهٔ نخستین ظن پزشکی به این موضوع بود که ممکن است این عارضه مربوط به یک بیماری ارثی باشد. خواهر این کودک نیز در اثر تومور مغزی درگذشته بود.
۱۸۸۰نام عصب‌شناس فرانسوی دزیره مگلوآر بورنِـویل که به‌طور تصادفی با این بیماری برخورد داشت، بر آن ماندگار شد. در آن هنگام، او به عنوان دستیار غیررسمی ژان-مارتن شارکو در بیمارستان پیتی-سالپتری‌یر کار می‌کرد. یک روز که به‌جای استادش لویی دولاسیووْ کشیک می‌داد، بر بالین دختری ۱۵ ساله به نام ماری حاضر شد که دچار عقب‌ماندگی حرکتی-روانی، صرع و «جوش‌های عروقی، برجسته و به‌هم ملحق‌شونده بر روی بینی، گونه‌ها و پیشانی» بود. این دختر از نوزادی سابقه تشنج داشت و در سن ۱۳ سالگی به بیمارستان کودکان برده شد و در آنجا گفته بودند که امیدی به درمانش نیست. او دچار مشکلات یادگیری بود و قادر به راه رفتن و حرف زدن هم نبود. هنگامی که ماری تحت مراقبت و درمان بورنِـویل بود، تعداد تشنج‌هایش به‌شدت افزایش یافت و به‌صورت انبوه رخ می‌داد. ماری را با شراب کینکینا، برومید کافور، آمیل نیتریت و قراردادن زالو در پشت گوش‌هایش، تحت درمان قرار دادند. ماری در ۷ مه ۱۸۷۹ در بیمارستان درگذشت. پس از کالبدگشایی، معلوم شد تکمه‌های سفت و سختی در مغز وجود دارد که بورنِـویل نامشان را «تصلب‌های تکمه‌ای چین‌های مغز» نهاد. او گفت که اینها دلیل روی دادن صرع‌های این دختر بودند. علاوه بر اینها، توده‌های سفید و سختی «به اندازه یک گردو» در هر دو کلیهٔ او مشاهده شد.
۱۸۸۱پزشک آلمانی هارتدیگن یک نوزاد ۲ روزه را شرح داد که در اثر بحران صرعی درگذشته بود. آزمایش‌های پس از کالبدشکافی مشخص کرد که تومورهای کوچکی در بطن‌های طرفی مغز و همچنین نواحی دچار تصلب (اسکلروز) در مغز موجود بود که نامش را «گلیوم مادرزادی سلول‌های گانگلیونی مغز» نهاد.
۱۸۸۱بورنِـویل و ادوار بریسو دختر ۴ ساله‌ای را در بیمارستان بیستر معاینه کردند. همچون قبل، بیمار تکه‌های تصلبی مغز، صرع و مشکلات یادگیری داشت. او سوفل قلب هم داشت و به‌دنبال کالبدشکافی پس از مرگ، معلوم شد که تومورهای کوچک و سختی در دیوارهٔ دستگاه بطنی قلب و تومورهای کوچکی نیز در کلیه‌ها داشته‌است (آنژیومیولیپوما).
۱۸۸۵پزشکان فرانسوی فلیکس بالزر و پی‌یر اوژن منتریه نمونه‌ای از یک «آدنوم غدد چربی پوست صورت و سر» را توصیف کردند. امروزه می‌دانیم که این نام‌گذاری صحیح نیست چرا که نه آدنوم است و نه از غدد چربی پوست برمی‌خیزد. این راش‌های برجستهٔ پوستی را امروزه «آنژیوفیبرومای پوست» می‌نامند.
۱۸۸۵متخصصان پوست فرانسوی فرانسوا آنری آلوپو و امیل لِـرِد موردی از یک آدنوم غدد چربی را منتشر کردند که ماهیتی سفت و فیبروزی داشت. آنها این پلاک‌های پوستی چرمی را شرح دادند و بعدها متوجه شدند رابطه‌ای میان آنها و صرع موجود است.
۱۸۹۰متخصص پوست اسکاتلندی جان جیمز پرینگل که در لندن کار می‌کرد شرح خالی از یک زن ۲۵ ساله با بهرهٔ هوشی پائین‌تر از طبیعی و ضایعات پوستی سفت دست‌ها و پاها و راش‌های صورت ارائه نمود. این موضوع سبب شد تا دوباره کانون توجه‌ها به سوی پنج گزارش قبلی جلب شود که البته دو تای آنها منتشر نشده بود. «آدنوم سباسئوم» پرینگل بعدها نامی برای این ضایعات پوستی شد.

## سدهٔ بیستم

### اوایل سده

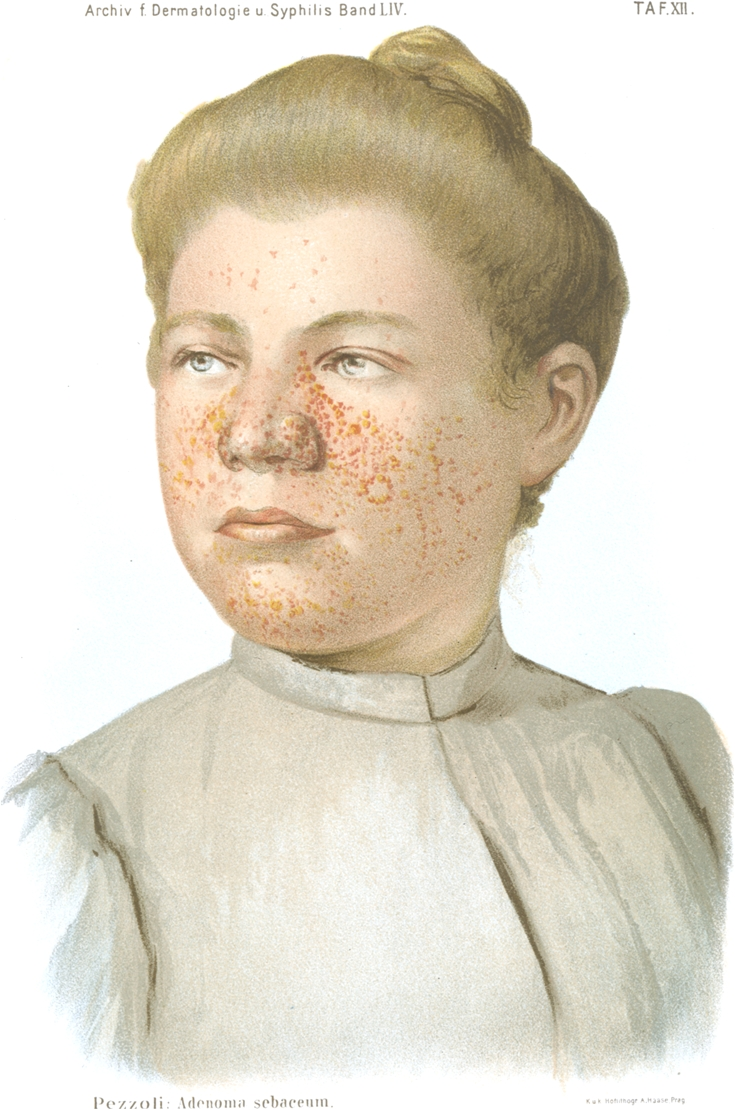
زنی با آدنوم سباسئوم، ۱۹۰۰ میلادی.

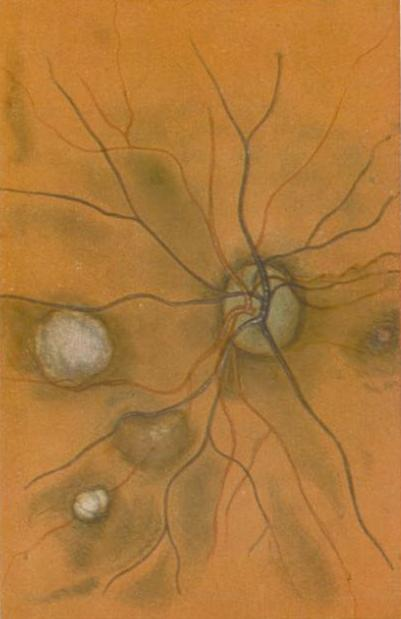
فاکومای شبکیه‌ای یان وان دِر هوفه.

۱۹۰۱پزشک ایتالیایی «جووانی باتیستا پلیتسی» دربارهٔ آسیب‌شناسی ضایعات مغزی تحقیق کرد. وی متوجهٔ ماهیت دیس‌پلاستیک آنها، دگرجایی قشر مغز و نقص در میلین شد. پلیتسی این تکمه‌های تصلبی را به دو گروه ۱ (با سطح صاف) و ۲ (با فرورفتگی مرکزی) تقسیم‌بندی کرد.
۱۹۰۳پزشک آلمانی «ریشارد کوته» فیبروم‌های اطراف ناخن را شرح داد که البته بعدها در سال ۱۹۳۲ میلادی، توسط پزشک هلندی «یوهانس کونن» بازکشف و تشریح شد و امروزه آن را با نام «تومورهای کونن» می‌شناسیم.
۱۹۰۶متخصص اعصاب استرالیایی آلفرد والتر کمبل که در انگلستان طبابت می‌کرد، گمان برد که ضایعات مغز، پوست، قلب و کلیه این بیماران همگی ناشی از یک بیماری واحد است. او همچنین ضایعاتی در چشم این بیماران را توصیف کرد. کمبل با بررسی ۲۰ گزارش قبلی از این بیماری، سه علامت تشخیصی برای این بیماری پیشنهاد نمود که امروزه ابداع آن را، به هاینریش فوگت نسبت می‌دهند.
۱۹۰۸متخصص آلمانی اعصاب کودکان هاینریش فوگت معیارهای تشخیصی توبروز اسکلروزیس را محقق کرد و قویاً راش‌های پوستی صورت را با تکمه‌های قشر مغز مرتبط دانست. معیار تشخیصی سه‌گانه «تشنج، نقص عقلانی شدید و آدنوم سباسئوم» به مدت ۶۰ سال پابرجا بود تا آنکه پژوهش‌های مانوئل رودریگس گومس ثابت کرد که کمتر از یک سوم مبتلایان به توبروز اسکلروزیس، هر سه علامت را با هم دارند.
۱۹۱۰«یوزف کیرپیتسنیک» نخستین کسی بود که متوجه شد توبروز اسکلروزیس یک بیماری ژنتیکی است. او نمونه‌هایی از دوقلوهای همسان و غیرهمسان مبتلا و همچنین یک خانواده را که در سه نسل متوالی گرفتار این بیماری بودند، شرح داد.
۱۹۱۱«ادوارد شِـرلاک»، وکیل دعاوی و مدرس زیست‌شناسی، ۹ مورد از «سست‌ذهنی» را در کتابش شرح داد. او واژه «اپیلولا» را ابداع نمود که یک تکواژ چندوجهی برای اپی‌لپسی (صرع) و آنویا (فقدان عقل) است. این واژه امروزه دیگر برای توبروز اسکلروزیس به‌کار نمی‌رود. متخصص ژنتیک «رابرت جیمز گورلین» در سال ۱۹۸۱ پیشنهاد کرد که از این واژه به‌عنوان معادلی برای مجموعهٔ «صرع، کم‌توانی ذهنی و آدنوم سباسئوم» استفاده شود.
۱۹۱۳گفته می‌شود که «هرمان برگ» آلمانی، نخستین کسی است که اعلام نمود توبروز اسکلروزیس ارثی است و انتقال آن را در دو یا سه نسل مورد توجه قرار داد.
۱۹۱۴«پ. شوستر» آلمانی یک نمونه از بیماری را گزارش کرد که صرع و آدنوم سباسئوم داشت، اما مشکل ذهنی-هوشی نداشت. این تظاهر فنوتیپی تقلیل‌یافته را «شکل ناهنجار» می‌گویند.
۱۹۱۸پزشک فرانسوی «رنه لوتمباشر» نخستین گزارش از بیماری کیستی ریه‌ها را در مبتلایان به توبروز اسکلروزیس ارائه کرد. بیمار زن ۳۶ ساله‌ای بود که در اثر پنوموتوراکس دوطرفه درگذشت. لوتمباشر فکر می‌کرد که این کیست‌ها و ندول‌ها ناشی از متاستاز تومور فیبروسارکوم کلیه است. امروزه می‌دانیم که این عارضه تنها در زنان رخ می‌دهد و نامش لنفانژیولیومیوماتوز (LAM) است.
۱۹۲۰چشم‌پزشک هلندی یان وان دِر هوفه تومورهای هامارتوم شبکیه (فاکوما) را شرح داد. او توبروز اسکلروزیس و نوروفیبروماتوز را در دستهٔ فاکوماتوزها قرار داد (که بعدها سندرم‌های عصبی-جلدی نام گرفتند).
۱۹۲۴«اچ. مارکوس» متوجه شد که مشخصه‌های ویژهٔ توبروز اسکلروزیس همچون کلسیفیکاسیون‌های داخل جمجمه‌ای، در عکس‌های رادیوگرافی با اشعه ایکس قابل مشاهده است.

### میانهٔ سده
۱۹۳۲مک‌دانلد کریچلی و «چارلز جی.سی. ارل» ۲۹ بیمار بستری در یک بیمارستان روان‌پزشکی را بررسی کردند. آنها رفتارهایی همچون حرکات غیرعادی دست‌ها، نگرش‌های نامأنوس و غریب و حرکات تکرارشونده را شرح دادند که امروزه به آنها علائم اوتیسمی می گویند. با این حال، ۱۱ سال گذشت تا لیو کَـنر واژه «اوتیسم» را پیشنهاد داد. او همچنین متوجه نقاط سفیدرنگی در پوست شد (ماکول‌های هایپوملانیک).
۱۹۳۴برکویتس و ریگلر ثابت کردند که می‌توان از روش «پرتونگاری مغز بعد از تزریق هوا یا گاز بداخل بطن‌های آن» (پنوموآنسفالوگرافی) برای تشخیص ندول‌های غیرکلسیفیه تحت‌اپاندیمی استفاده کرد و توبروز اسکلروزیس را تشخیص داد. این شبیه به «اشک موم بر روی یک شمع روشن» است که در بطن‌های جانبی مغز قابل مشاهده است.
۱۹۴۲«سیلوان ئی مولتن» عنوان «کمپلکس توبروز اسکلروزیس» را پیشنهاد داد که امروزه نام ترجیحی بیماری است و ماهیت چندعضوی این بیماری را نشان می‌دهد. مولتن برای توصیف آسیب‌شناسی آن سه واژه ابداع کرد: ضایعهٔ اصلی «هامارتیال» است که یا تبدیل به ضایعه‌ای شبه تومور (هامارتوم) می‌شود یا آنکه به یک ضایعهٔ سرطانی حقیقی (هامارتوبلاستوما) مبدل می‌شود.
۱۹۵۴آسیب‌شناس نروژی «ریدار ایکر» نژادی از موش صحرایی قهوه‌ای را پرورش داد که مستعد ابتلا به آدنوم کلیه بود. این گونه موش تبدیل به نمونهٔ مهمی از وراثت اتوزومال غالب سرطان‌ها شد.
۱۹۶۶دو جراح مغز و اعصاب با نام‌های «فانور پرو» و «برایس ویر» یک روش جراحی برای درمان صرعِ ناشی از توبروز اسکلروزیس ابداع کردند. از هفت بیماری که با این روش جراحی شدند (برداشتن تکمه‌های قسر مغز)، ۲ نفر به‌کلی از صرع رهایی یافتند. پیش از این، تنها ۴ نفر به‌منظور درمان صرع توبروز اسکلروزیس، تحت عمل جراحی قرار گرفته بودند.
۱۹۶۷«خورخه کُلوما لاگوس» و مانوئل رودریگس گومس ۷۱ نمونه از بیماران مبتلا به توبروز اسکلروزیس را بررسی کردند و دریافتند که ۳۸٪ آنها هوش طبیعی دارند.
۱۹۷۱متخصص ژنتیک آمریکایی آلفرد جی. نادسون فرضیه دو ضربه‌ای خود را برای توضیح علت تشکیل تومور شبکیه در کودکان و بزرگسالان تکوین نمود. کودکان مبتلا، یک جهش مادرزادی در سلول‌های زایا داشتند که با اضافه شدن یک جهش سوماتیک در اوایل زندگی، دچار این تومور می‌شدند. این مدل به بسیاری از بیماری‌های دیگر که ژن سرکوب‌گر تومور را در برمی‌گیرند (همچون توبروز اسکلروزیس) قابل تعمیم است. در دههٔ ۱۹۸۰ میلادی، پژوهش‌های نادسون بر روی «موش‌های ایکر» صحت این فرضیه را قوت بخشید.
۱۹۷۵«جوزپه پامپیلیونه» و «ادوارد پیو» در نامه‌ای به مجلهٔ لنست اعلام کردند که ۶۹٪ نوزادان مبتلا به توبروز اسکلروزیس دچار «اسپاسم‌های صرعی نوزادی» هستند.
۱۹۷۵«یورگن فردیناند ریمان» برای نخستین بار از سونوگرافی برای بررسی کلیه‌های متأثر از توبروز اسکلروزیس در زنی ۳۵ ساله استفاده کرد که به نارسایی کلیوی مزمن مبتلا بود.

### اواخر سده

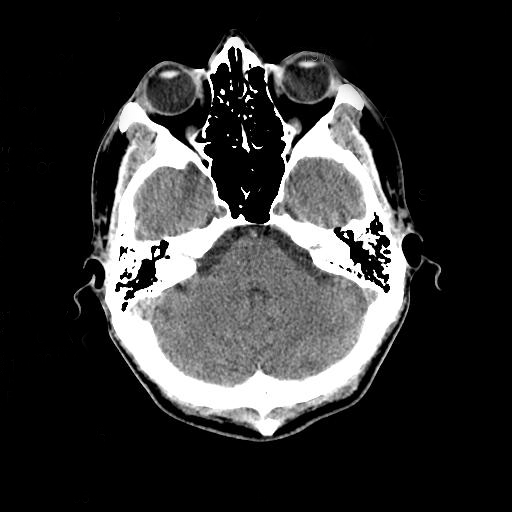
سی‌تی‌اسکن طبیعی مغز انسان.

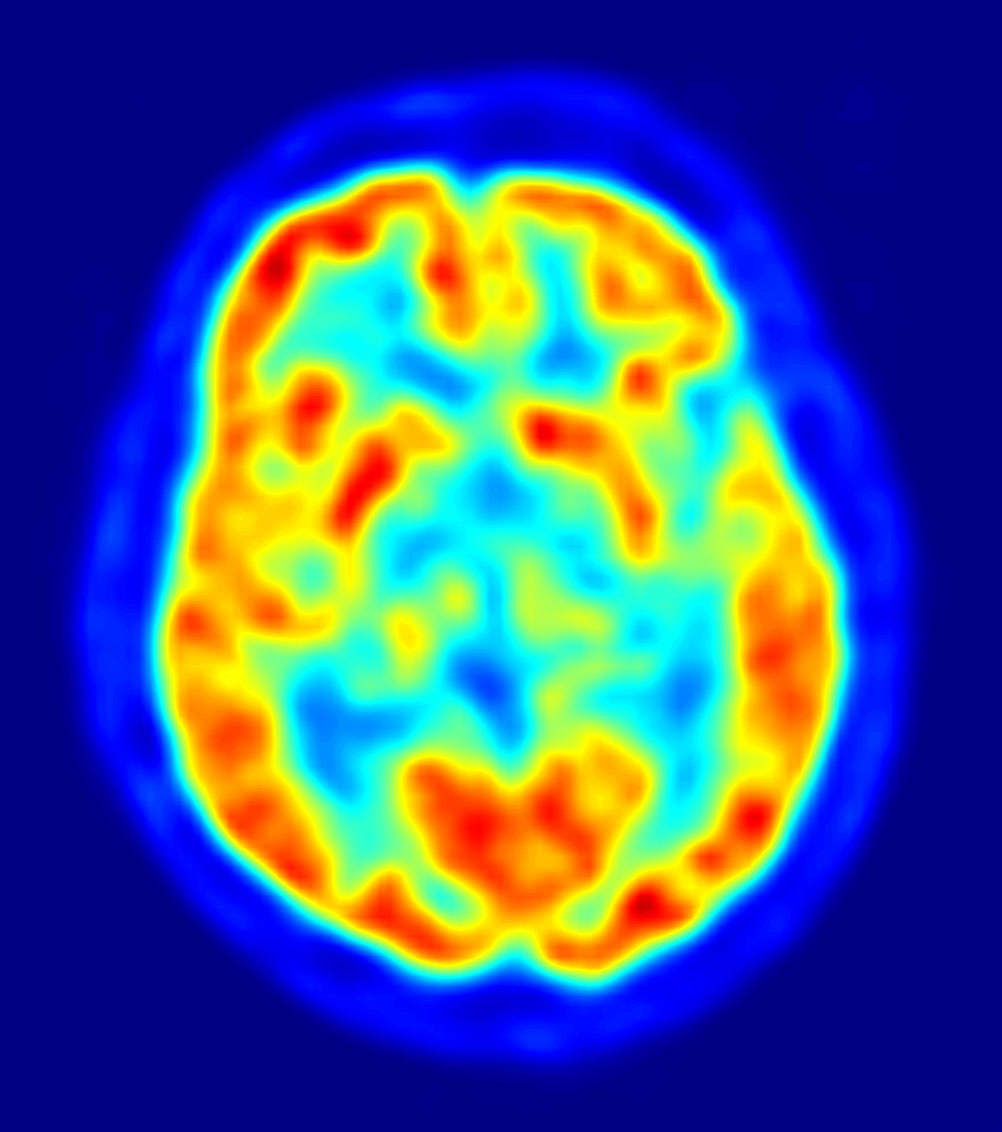
پِت اسکن طبیعی مغز انسان.

۱۹۷۶معلوم شد که سی‌تی اسکن مغزی (که در سال ۱۹۷۲ ابداع شده بود) یک وسیلهٔ تشخیصی عالی برای یافتن تومورهای مغزی کودکان است، از جمله آنهایی که در بیماری توبروز اسکلروزیس دیده می‌شود.
۱۹۷۷اَن مرسی هانت و همکارانش «انجمن توبروز اسکلروزیس» را در بریتانیا پایه‌گذاری کردند که خودیاری و بودجه برای پژوهش فراهم می‌نمود.
۱۹۷۹مانوئل گومس یک تک‌نگاشت تحت عنوان «توبروز اسکلروزیس» منتشر کرد که به‌مدت ۲ دهه و طی ۳ ویرایش، کتاب جامع استاندارد این بیماری شد. این کتاب برای نخستین بار، توصیف جامعی از علائم بالینی بیماری ارائه می‌کرد و معیارهای تشخیصی جدیدی بنا نهاد که جایگزین علائم سه‌گانه فوگت شد.
۱۹۸۲متخصص پوست آمریکایی «کنث آلفرد آرنت» با موفقیت آنژیوفیرومای صورت را با استفاده از لیزر آرگون درمان نمود.
۱۹۸۳برش‌نگاری با گسیل پوزیترون (که در سال ۱۹۸۱ اختراع شده بود) با نوار مغزی و سی‌تی اسکن مقایسه شد و مشخص گردید که قادر است تا محل تکمه‌های تصلبی صرع‌زا را در قشر مغز هویدا سازد که قابل تشخیص با روش‌های دیگر نبود.
۱۹۸۴کشف شد که پیش از آغاز «اسپاسم‌های صرعی نوزادی»، تغییرات نوار مغزی به‌وجود می‌آید.
۱۹۸۵ام‌آرآی (که در سال ۱۹۸۰ اختراع شده بود) برای نخستین بار در تشخیص نواحی مغزی مبتلا به توبروز اسکلروزیس در یک دختر مبتلا به این بیماری استفاده شد.
۱۹۸۷معلوم شد که ام‌آرآی حساسیت و اختصاصیت بیشتری نسبت به سی‌تی‌اسکن دارد. در یک مطالعه بر روی ۱۵ بیمار، ام‌آرآی توانست در ۱۲ بیمار، ندول‌های تحت‌اپاندیمی را که به درون بطن‌های جانبی رشد کرده بود، تغییر ساختاری قشر مخ در ۱۰ بیمار (که با تکمه‌های تصلبی مطابقت داشت) و گشادشدگی بطن‌های مغزی را در ۵ بیمار تشخیص دهد و یک تومور آستروسیتوم اثبات‌شدهٔ قبلی را از ندول‌های تحت‌اپاندیمی در یک بیمار تمیز دهد.
۱۹۸۷مشخص شد که ام‌آرآی قادر است شدت بیماری را پیش‌بینی کند (صرع و تأخیر تکاملی). در یک پژوهش بر روی ۲۵ بیمار، ثابت شد که رابطه‌ای میان تعداد تکمه‌های قشر مغز و شدت بیماری وجود دارد. در مقابل، سی‌تی‌اسکن پیش‌بینی‌کنندهٔ مفیدی نیست، اما نسبت به ام‌آرآی در تشخیص ندول‌های کلسیفیه برتری دارد.
۱۹۸۷تحلیل پیوستگی ژنتیکی در ۱۹ خانوادهٔ مبتلا به توبروز اسکلروزیس، مکان احتمالی یک ژن بیماری را بر روی کروموزوم ۹ نشان داد.
۱۹۸۸در مطالعه‌ای بر روی ۶ کودک مبتلا به این بیماری، مشخص شد تکمه‌های قشری که در ام‌آرآی یافت می‌شود، دقیقاً همان کانون‌های پُربسامد نوار مغزی هستند. به‌ویژه تکمه‌های لوب پیشانی، با بروز تشنج‌های سخت و دیردرمان مرتبط هستند.
۱۹۹۰معلوم گردید که ویگاباترین، یک داروی بسیار مؤثر ضد صرع در درمان «اسپاسم‌های صرعی نوزادی» در کودکان مبتلا به توبروز اسکلروزیس است. پس از کشف عارضهٔ جانبی «محدودیت میدان بینایی» ناشی از این دارو در سال ۱۹۹۷ میلادی، درمان تک‌دارویی ویگاباترین امروزه تنها محدود به این بیماران خاص است.
۱۹۹۲تحلیل پیوستگی ژنتیکی، یک ژن دیگر را در بازوی کوتاه کروموزوم ۱۶ نشان داد که احتمالاً در نزدیکی ژن پلی‌سیستین ۱ (عامل ایجاد «بیماری کلیه پلی‌کیستیک نوع ۱»)  قرار داشت.
۱۹۹۳«کنسرسیوم اروپایی کروموزم ۱۶ توبروز اسکلروزیس» اعلام کرد که موفق به نسخه‌برداری و تعیین ژن TSC2 شده‌اند که پروتئین «توبرین» را می‌سازد.
۱۹۹۴معلوم شد که موش ایکر، مدل حیوانی مناسبی برای توبروز اسکلروزیس است چرا که دارای جهشی است که معادل ژن TSC2 است.
۱۹۹۵ثابت شد که برای تشخیص تکمه‌های کوچک تصلبی مغز، به‌ویژه آنهایی که تحت قشری هستند، روش تصویربرداری فِـلِـیر در ام‌آرآی، به مراتب بهتر از روش استاندارد تی ۲ است.
۱۹۹۷کنسرسیوم TSC1 اعلام نمود که توانسته ژن TSC1 را نسخه‌برداری و تعیین نماید. این ژن پروتئین «هامارتین» را می‌سازد.
۱۹۹۷پژوهش‌گران کشف کردند که ژن پلی‌سیستین ۱ که سبب بروز بیماری کلیه پلی‌کیستیک نوع ۱ می‌شود و ژن TSC2 در مجاورت هم بر روی بازوی کوتاه کروموزوم ۱۶ هستند. تیمی مستقر در «مؤسسهٔ ژنتیک پزشکی» در ولز ۲۷ بیمار غیر خویشاوند مبتلا به توبروز اسکلروزیس و بیماری کیستی کلیه را بررسی کردند. آنها متوجه شدند که بیماری شدید کلیوی در کسانی که مبتلا به توبروز اسکلروزیس هستند در اثر حذف مجاورتی این دو ژن روی می‌دهد. آنها همچنین دریافتند که بیماری اینها شدیدتر و زودهنگام‌تر از بیماری کلیه پلی‌کیستیک نوع ۱ رخ می‌دهد و بیمارانی که دارای ژن TSC1 هستند، اصلاً دچار بیماری کیستی شدید نمی‌شوند.
۱۹۹۷«پاتریک بولتون» و «پال گریفیث» ۱۸ بیمار مبتلا به توبروز اسکلروزیس را بررسی کردند که نیمی‌شان اوتیسم داشتند. آنها رابطه مستحکمی میان تکمه‌های لوب گیجگاهی و ابتلا به اوتیسم یافتند.
۱۹۹۸کنفرانس اجماع برای توبروز اسکلروزیس، معیارهای تشخیصی بازنگری‌شده‌ای برای توبروز اسکلروزیس را منتشر کردند.
۱۹۹۸یک تیم ایتالیایی از مگنتوانسفالوگرافی برای بررسی سه بیمار مبتلا به توبروز اسکلروزیس و صرع پارشیال استفاده کردند. در ترکیب با ام‌آرآی، آنها توانستند رابطهٔ میان نواحی تکمه‌ای مغز، اختلالات کارکردی عصبی و نواحی صرع‌زا را پیدا کنند. پژوهش‌های بعدی ثابت کرد که مگنتوانسفالوگرافی نسبت به نوار مغزی، در تشخیص تکمه‌های تشنج‌زا (که می‌توانند نامزد جراحی و برش باشند) بهتر است.

## سده بیست و یکم

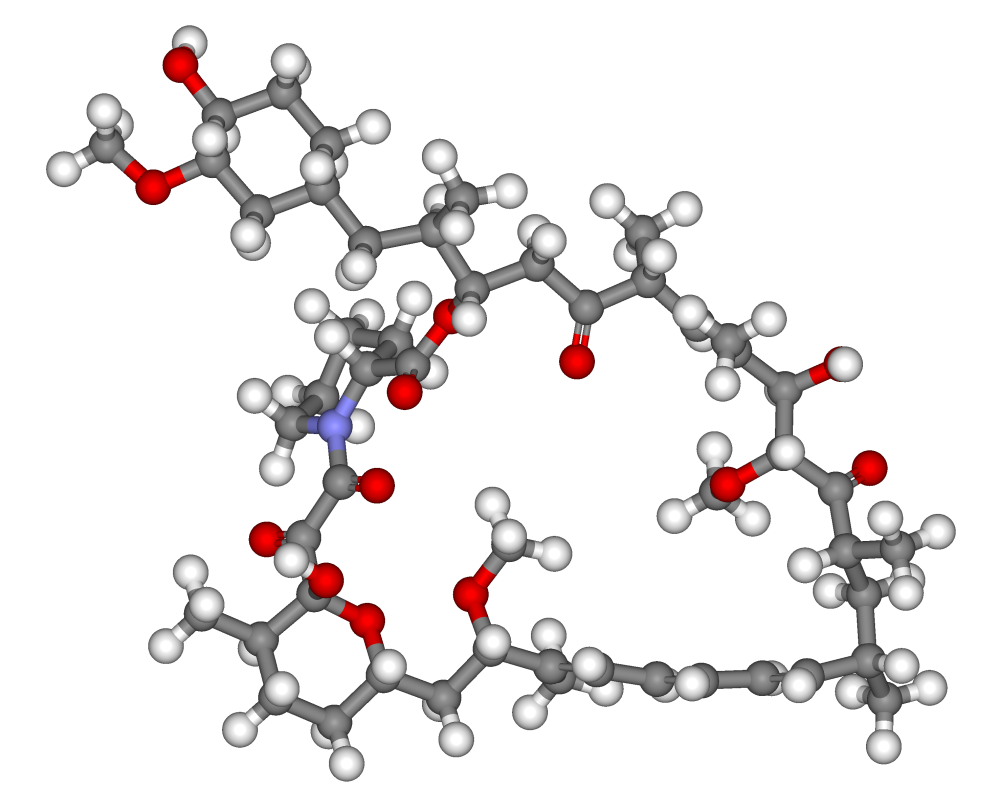
راپامایسین (سیرولیموس)

۲۰۰۱یک مطالعه هم‌گروهی چندکانونی بر روی ۲۲۴ بیمار انجام شد تا جهش ژنی و شدت بیماری بررسی شود. افرادی که ژن TSC1 داشتند، شدت بیماری‌شان کمتر از آنهایی که بود ژن TSC2 داشتند. میزان بروز تشنج و کم‌توانی ذهنی هم در افراد دارای TSC1 کمتر بود. برخی از علائم توبروز اسکلروزیس نیز در آنها وجود نداشت یا نادر بود. نتیجه آنکه جهش در سلول‌های زایا و سوماتیک در TSC1 ناشایع‌تر از TSC2 است.
۲۰۰۲چند گروه پژوهشی تحقیق نمودند که چگونه محصولات ژن‌های TSC1 و TSC2 (توبرین و هامارتین) به کمک یکدیگر، مسیر پیام‌رسانی سلولی mTOR را مهار می‌کنند. این مسیر مهم، تنظیم‌کنندهٔ تکثیر سلول و سرکوب تومور است.
۲۰۰۲معلوم گشت که درمان با راپامایسین سیرولیموس، اندازهٔ تومور در موش‌های ایکر (ژن TSC2) و موش‌های مبتلا به توبروز اسکلروزیس (TSC1) را کاهش می‌دهد.
۲۰۰۶نتایج کارآزمایی‌های بالینی محدود نشان داد که راپامایسین قادر به کوچک کردن تومور آنژیومیولیپوما و آستروسیتوم است. چندین کارآزمایی بالینی بزرگ شروع شد که در آنها، لنفانژیولیومیوماتوز (LAM) و آنژیومیولیپوم کلیه (AML) با راپامایسین و همچنین آستروسیتوم سلول غول‌آسا با یکی از مشتقات راپامایسین به نام اورولیمس درمان شد.
۲۰۱۲یک کنفراس برای اجماع‌یابی برگزار و معیارهای جدید تشخیص و مدیریت توبروز اسکلروزیس تعیین و منتشر شد.

## واژه‌نامه
1. ↑  végétations vasculaires
2. ↑  Cortical Heterotopia
3. ↑  Periungual Fibromas
4. ↑  forme fruste
5. ↑  Two-hit hypothesis
6. ↑  Tuberous Sclerosis Association
7. ↑  FLAIR
8. ↑  T2-weighted
9. ↑  Magnetoencephalography